# Tiro ai Giochi della XXX Olimpiade - Double trap
La gara di double trap maschile dei Giochi della XXX Olimpiade si è svolta il 2 agosto 2012. Hanno partecipato 24 atleti.

## Formato
L'evento si articola in due fasi: un turno di qualificazione e la finale.
Nella qualificazione, ogni atleta spara verso 150 piattelli, suddivisi in tre fasi da 50 piattelli l'una. I primi 6 tiratori accedono alla finale.
Nella finale, ogni atleta spara verso 50 piattelli addizionali; il punteggio finale considera tutti i 200 colpi sparati.

## Record
Prima della competizione, i record olimpici e mondiali erano i seguenti:
| Qualificazione  | Qualificazione             | Qualificazione | Qualificazione                    | Qualificazione |
| --------------- | -------------------------- | -------------- | --------------------------------- | -------------- |
| Record mondiale | Vitalij Fokeev (Russia)    | 148            | Concepcion, Stati Uniti d'America | 3 marzo 2011   |
| Record olimpico | Glenn Eller (Stati Uniti)  | 145            | Pechino, Cina                     | 12 agosto 2008 |
| Intera gara     |                            |                |                                   |                |
| Record mondiale | Peter Wilson (Regno Unito) | 198 (148+50)   | Tucson, Stati Uniti d'America     | 28 marzo 2012  |
| Record olimpico | Glenn Eller (Stati Uniti)  | 190 (145+45)   | Pechino, Cina                     | 12 agosto 2008 |

## Programma
| Data          | Ora (BST/UTC+1) | Turno          |
| ------------- | --------------- | -------------- |
| 2 agosto 2012 | 9:00            | Qualificazioni |
| 2 agosto 2012 | 15:00           | Finale         |

## Turno di qualificazione
| Pos. | Atleta              | Nazione             | A  | B  | C  | Totale | Spareggi | Note |
| ---- | ------------------- | ------------------- | -- | -- | -- | ------ | -------- | ---- |
| 1    | Peter Wilson        | Gran Bretagna       | 48 | 48 | 47 | 143    |          | Q    |
| 2    | Vasilij Mosin       | Russia              | 48 | 45 | 47 | 140    |          | Q    |
| 3    | Fehaid Al-Deehani   | Kuwait              | 47 | 47 | 46 | 140    |          | Q    |
| 4    | Vitalij Fokeev      | Russia              | 44 | 48 | 47 | 139    |          | Q    |
| 5    | Håkan Dahlby        | Svezia              | 45 | 46 | 46 | 137    |          | Q    |
| 6    | Richárd Bognár      | Ungheria            | 44 | 49 | 44 | 137    |          | Q    |
| 7    | Rashid Al-Athba     | Qatar               | 43 | 46 | 47 | 136    |          |      |
| 8    | Francesco D'Aniello | Italia              | 48 | 44 | 44 | 136    |          |      |
| 9    | William Chetcuti    | Malta               | 43 | 47 | 45 | 135    |          |      |
| 10   | Li Jun              | Cina                | 40 | 47 | 47 | 134    |          |      |
| 11   | Ronjan Sodhi        | India               | 48 | 44 | 42 | 134    |          |      |
| 12   | Richard Faulds      | Gran Bretagna       | 39 | 46 | 48 | 133    |          |      |
| 13   | Juma Al-Maktoum     | Emirati Arabi Uniti | 42 | 45 | 46 | 133    |          |      |
| 14   | Hu Binyuan          | Cina                | 42 | 48 | 43 | 133    |          |      |
| 15   | Alistair Davis      | Sudafrica           | 43 | 43 | 46 | 132    |          |      |
| 16   | Joshua Richmond     | Stati Uniti         | 44 | 42 | 45 | 131    |          |      |
| 17   | Filipe Fuzaro       | Brasile             | 44 | 44 | 43 | 131    |          |      |
| 18   | Daniele Di Spigno   | Italia              | 43 | 46 | 42 | 131    |          |      |
| 19   | Ahmed Al Hatmi      | Oman                | 37 | 46 | 46 | 129    |          |      |
| 20   | Russell Mark        | Australia           | 43 | 41 | 44 | 128    |          |      |
| 21   | José Torres Laboy   | Porto Rico          | 41 | 43 | 43 | 127    |          |      |
| 22   | Glenn Eller         | Stati Uniti         | 41 | 43 | 42 | 126    |          |      |
| 23   | Anton Glasnović     | Croazia             | 38 | 34 | 36 | 108    |          |      |
| 24   | Sergio Pinero       | Rep. Dominicana     | -  | -  | -  | DNS    |          |      |

## Finale
| Pos. | Atleta            | Nazione       | Qual. | Finale | Totale | Spareggio |
| ---- | ----------------- | ------------- | ----- | ------ | ------ | --------- |
|      | Peter Wilson      | Gran Bretagna | 143   | 45     | 188    |           |
|      | Håkan Dahlby      | Svezia        | 137   | 49     | 186    |           |
|      | Vasilij Mosin     | Russia        | 140   | 45     | 185    | 2         |
| 4    | Fehaid Al-Deehani | Kuwait        | 140   | 45     | 185    | 1         |
| 5    | Vitalij Fokeev    | Russia        | 139   | 45     | 184    |           |
| 6    | Richárd Bognár    | Ungheria      | 137   | 45     | 182    |           |